# Бромелл, Трэйвон
Трэйвон Бромелл (англ. Trayvon Jaquez Bromell; род. 10 июля 1995, Сент-Питерсберг, Флорида) — американский легкоатлет, специализирующийся в беге на 100 метров.

## Биография
Родился 10 июля 1995 года в семье Кашемира Бромелла и Шри Сандерс. Также у него есть два брата. Учился в средней школе Gibbs HS в родном Сент-Питерсберге по специальности «мультимедийные средства в средствах массовой информации».

### Карьера
Бронзовый призёр Панамериканского чемпионата среди юниоров 2013 года на дистанции 100 метров и победитель в эстафете 4×100 метров.
18 мая 2014 года на соревнованиях в Техасе показал результат 9,77 при скорости попутного ветра 4,2 м/с, что превышало допустимые 2 м/с. На чемпионате NCAA в предварительном забеге показал результат 9,92, однако скорость ветра была 2,2 м/с и результат вновь неофициальный. На следующий день 13 июня в финальном забеге он стал победителем с результатом 9,97 при скорости ветра 1,8 м/с — этот результат стал новым мировым рекордом среди юниоров. А также он стал первым юниором, кому удалось преодолеть 10-секундный барьер.
Серебряный призёр чемпионата мира среди юниоров 2014 года на дистанции 100 метров и победитель в эстафете 4×100 метров.
27 марта 2015 года в предварительном забеге чемпионата NCAA в помещении показал результат 10,02. На следующий день он выиграл соревнования с результатом 9,90, однако это время является неофициальным, так как скорость ветра была равной 3,3 м/с.

## Достижения
| Дата | Соревнование                       | Город    | Место | Дисциплина   | Результат |
| ---- | ---------------------------------- | -------- | ----- | ------------ | --------- |
| 2013 | Панамериканские игры среди юниоров | Медельин | 3     | 100 метров   | 10,44     |
| 2013 | Панамериканские игры среди юниоров | Медельин | 1     | 4×100 метров | 39,17     |
| 2014 | Юниорский чемпионат мира           | Юджин    | 2     | 100 метров   | 10,28     |
| 2014 | Юниорский чемпионат мира           | Юджин    | 1     | 4×100 метров | 38,70     |
| 2015 | Чемпионат мира по легкой атлетике  | Пекин    | 3     | 100 метров   | 9,92      |